# 걷기 좋은 날
"걷기 좋은 날"은 2018년에 개봉한 대한민국의 영화이다. 

## 캐스팅
- 조춘호 : 상욱 역
- 윤해민 : 해민 역
- 박지연 : 지연 역
- 김새벽 : 새벽 역
- 오진하 : 진하 역
- 박주환 : 주환 역
- 정윤선 : 농장아줌마 역
- 한상범 : 양식장주인 역
- 강상훈 : 주환아버지 역
- 최용태 : 상욱아버지 역
- 윤신숙 : 아줌마 아들 역
- 이승구 : 의사 역
- 최영기 : 환자 역
- 최대성 : 환자 / 구조행인 역
- 박용주 : 환자 역
- 민경조 : 상욱동료 역
- 김상원 : 상욱동료 역
- 양진열 : 상욱동료 역
- 안혜선 : 상욱동료 역
- 서수석 : 다음직원 역
- 김우열 : 올레꾼 / 구조행인 역
- 김기남 : 올레꾼 역
- 김현정 : 올레꾼 역
- 고복추 : 오징어아줌마 역
- 서지수 : 해민동료 역
- 조정아 : 해민동료 역
- 김미애 : 해민동료 역
- 김표정 : 독자봉 행인 역
- 고미현 : 독자봉 행인 역
- 윤나리 : 독자봉 행인 역
- 김순복 : 할머니 역
- 권용직 : 해면남 역
- 제이벨 : 길거리 가수 역
- 김수수 : 길거리 가수 역
- 박해령 : 서빙녀 역
- 오광남 : 식당가족 역
- 단하수 : 식당가족 역
- 한지욱 : 식당가족 역
- 강나경 : 식당가족 역
- 강창경 : 양식장직원 역

## 같이 보기
- 2018년 대한민국의 영화 목록